# Стрельба в Кеноше
25 августа 2020 года, на фоне беспорядков в городе Кеноша, штат Висконсин, возникших после того, как полиция ранила Джейкоба Блейка, Кайл Риттенхаус (англ. Kyle Rittenhouse), 17-летний подросток из Антиоха, штат Иллинойс, застрелил двух мужчин и ранил ещё одного мужчину в руку во время столкновений, в двух различных местах. Он был вооружён полуавтоматическим карабином типа AR-15, а человек, раненый Риттенхаусом, был вооружён пистолетом.
Риттенхаус сказал, что приехал в Кеношу с оружием, чтобы защищать магазины от погромщиков, а также оказывать медицинскую помощь.
Риттенхаус вступил в конфликт с агрессивно настроенной группой людей, среди которых был житель Кеноши Джозеф Розенбаум (англ. Joseph Rosenbaum). Один из этих людей произвел выстрел в воздух, и, по словам свидетеля, невооружённый Розенбаум напал на Риттенхауса и попытался отобрать его карабин. Риттенхаус четыре раза выстрелил в Розенбаума, выстрелив ему в пах, руку и бедро, голову и спину. Вскоре после этого Розенбаум умер от ранений таза, печени и правого лёгкого.
Затем, после того как Риттенхаус споткнулся во время бегства, он дважды выстрелил в неизвестного, ударившего его ногой. Протестующие подошли к Риттенхаусу, когда он все ещё был на земле, и житель Сильвер-Лейк Энтони М. Хубер (англ. Anthony M. Huber) ударил Риттенхауса скейтбордом и пытался отобрать у него карабин. Риттенхаус выстрелил в Хубера один раз, попав тому в грудь, что послужило причиной смерти последнего. Житель Уэст-Эллиса Гайдж Гросскройц (англ. Gaige Grosskreutz), получивший подготовку как парамедик подошёл к Риттенхаусу, направив на него пистолет; Риттенхаус выстрелил ему в правую руку; пуля перерезала двуглавую мышцу Гросскройца.
И Розенбаум, и Хубер, и Гросскройц были белыми. Розенбаум был судим за сексуальное насилие над ребёнком, после освобождения из заключения был бездомным, пытался покончить с собой и незадолго до гибели был выписан из психиатрической больницы. Хубер был судим за драку со своим братом и нанесение побоев своей сестре
Риттенхаус был арестован и обвинён в убийстве и незаконном хранении огнестрельного оружия, а его 19-летний знакомый был арестован и обвинён в незаконной поставке оружия Риттенхаусу. Адвокаты Риттенхауса говорят, что он действовал в порядке самообороны, услышав выстрелы из огнестрельного оружия и в ответ на физическую конфронтацию со стороны протестующих. Общественное мнение и освещение стрельбы в СМИ были полярными. Суд над Риттенхаусом начался 1 ноября 2021 года в Кеноше. 19 ноября Риттенхаус был признан невиновным по всем пунктам обвинения судом присяжных.

## Предыстория
23 августа 2020 года полицейские пытались задержать афроамериканца Джейкоба Блейка (подозрение в незаконном проникновении). Первоначальные попытки обездвижить подозреваемого электрошоком не возымели действия.. Далее офицер полиции четыре раза выстрелил в спину Джейкоба Блейка после того, как тот открыл дверь внедорожника и наклонился к спрятанному под ковриком ножу. В результате этих выстрелов задерживаемый был парализован ниже пояса. За стрельбой в полиции последовали протесты в рамках движения Black Lives Matter, которое возродилось после нескольких других громких убийств, совершённых полицейскими в 2020 году. Протесты в Кеноше включали в себя митинги, марши, нанесение ущерба собственности, поджоги и столкновения с полицией.
В ответ на протесты в память Джорджа Флойда, которые предшествовали протестам в Кеноше, бывший олдермен Кеноша Кевин Мэтьюсон объявил о формировании группы ополченцев, которую он назвал «Гвардия Кеноши» (англ. Kenosha Guard). 25 августа он опубликовал в Facebook призыв к «патриотам, готовым взять в руки оружие и защищать» Кеношу, что вызвало бурный отклик в интернете. Мэр Кеноши Джон Антарамян и шериф округа Дэвид Бет выразили своё неодобрение вооружённым гражданским лицам, патрулирующим улицы, — в то время, как полицейские были замечены на видео, где их поили водой, и были услышаны слова: «Мы ценим вас, ребята, мы действительно ценим». Позже шериф Бет сказал, что накануне протестов во вторник вечером группа вооружённых лиц попросила его заменить их, чтобы они могли патрулировать город Кеноша, на что он ответил отказом. Он сказал, что не знает, был ли Риттенхаус частью группы, но возможность инцидента была причиной того, почему он и отклонил запрос.

### Кайл Риттенхаус
Во время беспорядков в городе Кеноша Кайл Риттенхаус, которому тогда было 17 лет, участвовал в программах для курсантов местной полиции и в социальных сетях выражал поддержку как движению Blue Lives Matter, так и правоохранительным органам. В то время Риттенхаус жил в Антиохе, штат Иллинойс, примерно в 20 милях от Кеноши.
По словам его адвокатов, после того, как Риттенхаус услышал о местном бизнесмене, который просил помочь защитить его автосалон, он и его друг Доминик Дэвид Блэк (англ. Dominick David Black) «вооружились винтовками» и прибыли на помощь. Позже владелец автосалона отрицал, что просил боевиков защищать свой бизнес. Накануне вечером в результате поджога автосалона был нанесён ущерб на сумму 1,5 миллиона долларов. Когда Ричи МакГиннисс (англ. Richie McGinniss), репортёр The Daily Caller, спросил Риттенхауса, почему он пришёл в автосалон, он ответил: «Итак, люди получают травмы, и наша задача — защищать этот бизнес. Часть моей работы — также помогать людям. Если кто-то ранен, я попадаю в беду. Вот почему у меня есть винтовка, потому что я, разумеется, должен защищаться. Ещё у меня есть аптечка». В какой-то момент Риттенхаус покинул автосалон, и полиция не позволила ему вернуться.
За несколько часов до стрельбы Риттенхаус появился в нескольких видеороликах, снятых протестующими и прохожими, в том числе в двух интервью: одно — стримером в автосалоне, где разместились он и несколько других вооружённых людей, другое — МакГинниссом. Риттенхаус был замечен разговаривающим с полицейскими и предлагающим медицинскую помощь раненым.
Представители праворадикальной группировки «Гвардия Кеноши» отрицали какую-либо связь с Риттенхаусом, а их лидер сказал, что никогда не встречался и не общался с ним.

## Цепочка событий

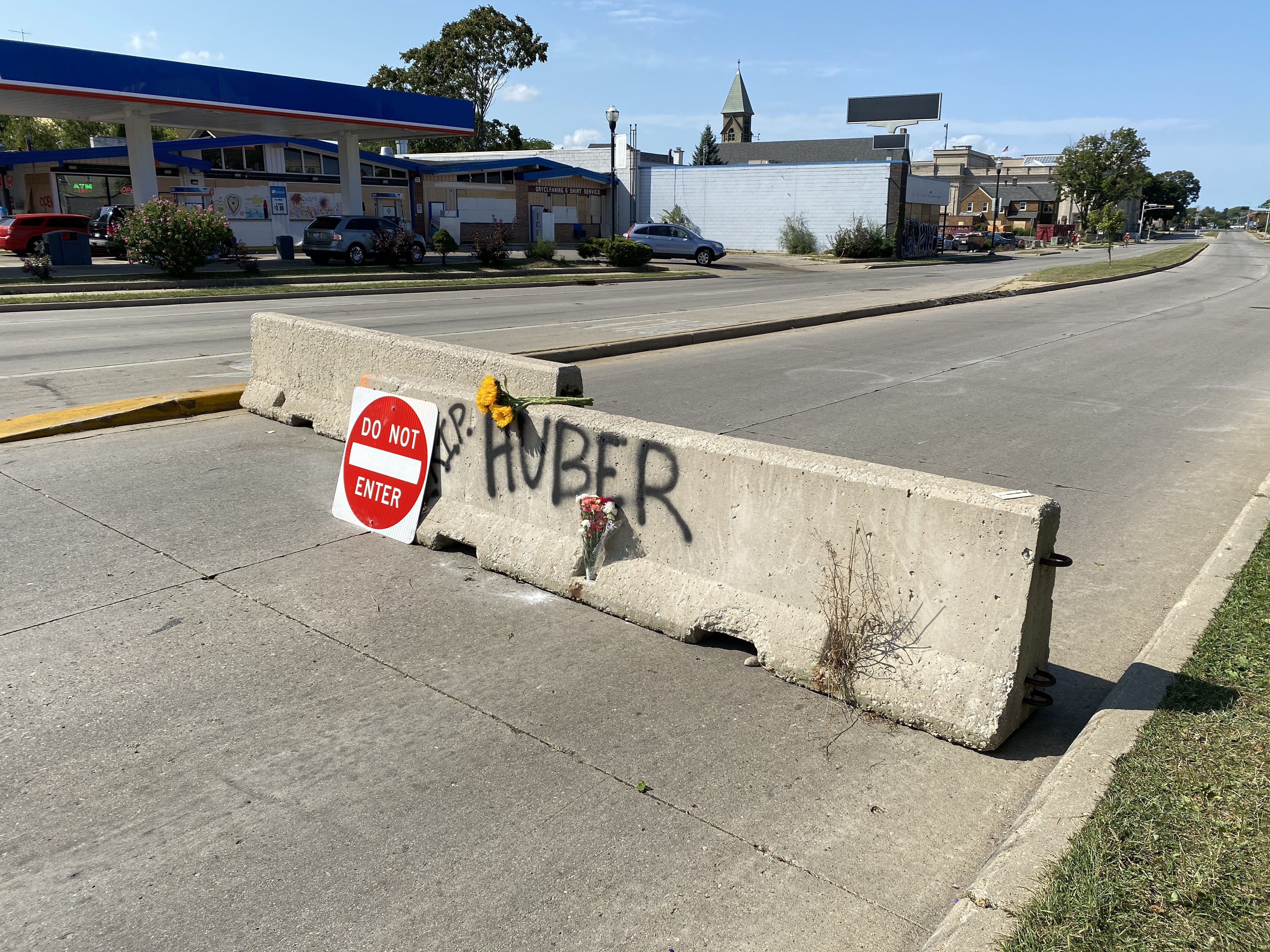
Место на пересечнии 60-й улицы и Шеридан, где погиб пострадавший от стрельбы Энтони Хубер.

### События, предшествовавшие стрельбе
В течение дня 25 августа 2020 года мирные протесты сменились хаосом, когда демонстранты, вооружённые гражданские лица и другие лица ночью столкнулись друг с другом и с полицией.
Стрельба произошла незадолго до полуночи 25 августа, на Шеридан-роуд (англ. Sheridan Road) в Кеноше, после того, как протестующие были выведены из парка Гражданского центра после столкновений с правоохранительными органами.
В сентябре 2020 года журнал Milwaukee Journal Sentinel описал видео, выпущенное группой защиты Риттенхауса и содержащее ряд спекулятивных заявлений, как «часть продолжающихся усилий по связям с общественностью, чтобы изобразить Риттенхауса патриотом и героем».
Риттенхаус свидетельствовал на суде, что Розенбаум угрожал убить его.

### Убийство Розенбаума
Свидетелем первой конфронтации между Риттенхаусом и Розенбаумом стал МакГиннисс, которому казалось, что Розенбаум хотел затеять драку с Риттенхаусом, но Риттенхаус сумел избежать этого, уклонившись и убежав. На инфракрасных снимках, сделанных с пролетающего над ними патрульного самолёта ФБР, была запечатлена стрельба по Розенбауму и события, непосредственно предшествующие этому.
Остаток конфронтации Розенбаума и последующие инциденты с Хубером и Гросскройцем были записаны на мобильные телефоны с разных ракурсов, включая моменты стрельбы. На видеозаписи видно, как Розенбаум преследует Риттенхауса через парковку, когда он бросил пластиковый пакет в сторону Риттенхауса. Прохожий выстрелил в воздух по непонятным причинам. Риттенхаус остановился и повернулся на звук выстрела. Риттенхаус свидетельствовал на суде, что до того, как Розенбаум преследовал его, он слышал, как другой человек сказал Розенбауму «схватить его и убить», но также знал, что Розенбаум был безоружен. Риттенхаус показал, что нацелил оружие на Розенбаума, чтобы удержать его от дальнейшего преследования.
По словам прокуроров округа Кеноша, Розенбаум вступил в драку с Риттенхаусом и попытался отобрать у него винтовку. Риттенхаус произвёл четыре выстрела, попав Розенбауму в пах, спину и левую руку. Пули сломали таз Розенбаума, пробили его правое лёгкое и печень и нанесли дополнительные лёгкие ранения его левому бедру и лбу. МакГиннисс начал оказывать первую помощь Розенбауму. Риттенхаус начал убегать, и, по словам детективов, во время бега он сказал в свой мобильный телефон: «Я только что убил кого-то». Вскоре после этого Розенбаум умер.

### Убийство Хубера
Затем видео с другого ракурса показало, как несколько протестующих гнались за Риттенхаусом по улице, один из них якобы ударил его сзади по голове, сбив его кепку; вскоре после этого Риттенхаус споткнулся и упал на землю. Согласно заявлению о привлечении Риттенхауса к ответственности, в этот момент на двух разных видеозаписях были слышны протестующие, кричащие «Бей его!», "Убери его! Убери этого чувака! " и «Убери его задницу!» Один из преследовавших его мужчин прыгнул и ударил Риттенхауса ногой, пока он всё ещё лежал на земле. Риттенхаус выстрелил дважды, но промахнулся.
Затем, согласно протоколам судебных заседаний и видеозаписи, другой протестующий, Энтони Хубер, «коснулся» левого плеча Риттенхауса скейтбордом, в тот момент, когда оба ожесточённо боролись за контроль над винтовкой Риттенхауса. Когда Хубер тянул винтовку, Риттенхаус выстрелил один раз, попав Хуберу в грудь, пробив ему сердце и правое лёгкое, что привело к его быстрой смерти.

### Ранение Гросскройца
Гайдж Гросскройц, который показал, что считал Риттенхауса опасной угрозой, подошёл к Риттенхаусу, когда тот был ещё на земле, но остановился и поднял руки вверх, когда Хубер был застрелен. В заявлении о привлечении Риттенхауса к ответственности признавалось, что Гросскройц, похоже, держал в руках пистолет, что позже подтвердил и сам Гросскройц. Затем Гросскройц снова двинулся к Риттенхаусу. Гросскройц свидетельствовал на суде, что он не намеревался стрелять в Риттенхауса, но признал, что направил на него пистолет, заявив, что Риттенхаус открыл огонь только тогда, когда Гросскройц подошёл к Риттенхаусу с направленным на него пистолетом. Затем Риттенхаус выстрелил Гросскрейцу в руку; пуля перерезала большую часть его правой двуглавой мышцы. По крайней мере, 16 выстрелов из других источников были слышны на видео, пока Риттенхаус находился на земле.
Впоследствии Риттенхаус поднялся на ноги и подошёл к полиции с поднятыми руками и с винтовкой, висящей на груди. Полиция, похоже, не узнала Риттенхауса и приказала ему уйти, при этом один офицер попытался обрызгать его перцовым баллончиком, хотя несколько свидетелей и протестующих кричали, чтобы он был арестован. Когда на пресс-конференции спросили, почему не остановили Риттенхауса, шериф Кеноша Дэвид Бет сказал: «В стрессовых ситуациях у вас такое невероятное туннельное зрение», и предполагаемые офицеры могли не догадываться, что он был причастен к стрельбе. Аналогичным образом, начальник полиции Кеноша Дэниел Мискинис сказал, что «нет ничего, что могло бы свидетельствовать о причастности этого человека к каким-либо преступным действиям» из-за того, что кто-то, идущий к полиции с поднятыми руками, «больше не был ненормальным» после протестов.

## Последствия

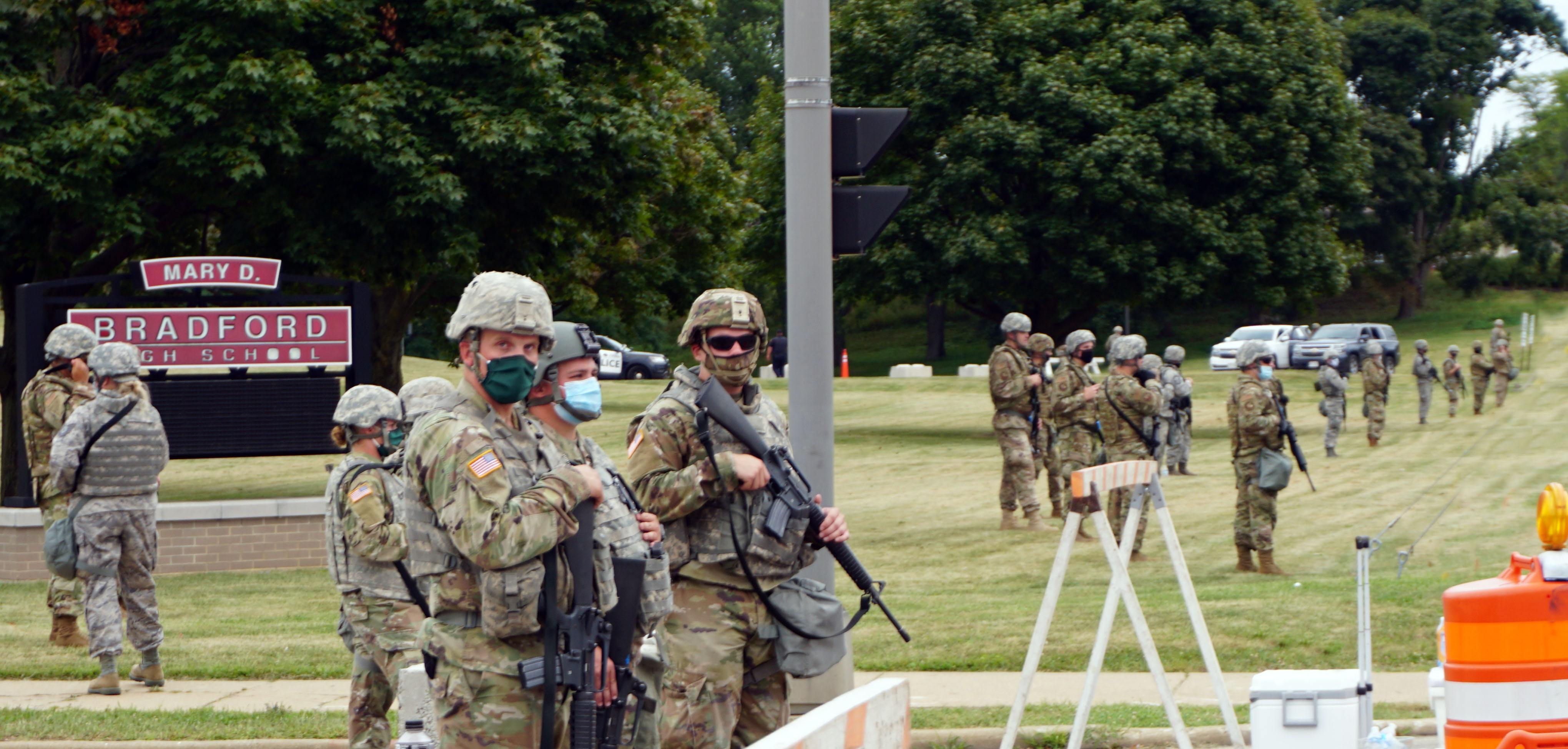
Войска Национальной гвардии в средней школе Брэдфорда, 1 сентября 2020 г.

Протесты, не связанные с расстрелом беспорядков в Кеноше, продолжались ежедневно до 29 августа, когда около 1000 человек приняли участие в марше и митинге. 26 августа 2020 года Белый дом сообщил о развёртывании около 1000 военнослужащих Национальной гвардии и более чем 200 федеральных агентов. Национальная гвардия Мичигана, Национальная гвардия Аризоны и Национальная гвардия Алабамы направили войска для оказания помощи. Президент Дональд Трамп посетил Кеношу 1 сентября 2020 года, чтобы увидеть ущерб, нанесённый беспорядками, и выразить благодарность правоохранительным органам.

### Судебный процесс над Риттенхаусом

#### Риттенхаус: арест и экстрадиция
26 августа 2020 года Риттенхаус предстал перед судом по обвинению в умышленном убийстве первой степени в своём родном штате Иллинойс. Он был назван «беглецом от правосудия», утверждалось, что он «бежал из штата Висконсин с намерением избежать судебного преследования». Ему был назначен государственный защитник, и первоначально он должен был явиться на слушание по делу об экстрадиции 28 августа. В тот день судья удовлетворил просьбу отложить слушание до 25 сентября, чтобы Риттенхаус мог нанять своего собственного адвоката. Согласно закону штата Висконсин, его должны были судить как взрослого. В ожидании экстрадиции в Висконсин Риттенхаус содержался в заведении для несовершеннолетних в Иллинойсе.
Против Риттенхауса было выдвинуто шесть обвинений:
1. преднамеренное убийство Джозефа Розенбаума первой степени, наказуемое лишением свободы на срок до 65 лет
2. безрассудная угроза безопасности первой степени против Ричарда МакГинниса (репортёра, который брал интервью у Риттенхауса перед стрельбой), наказывается лишением свободы на срок до 17 лет[82]
3. умышленное убийство первой степени против Энтони Хубера, наказуемое обязательным пожизненным заключением без возможности условно-досрочного освобождения
4. покушение на умышленное убийство первой степени против Гайге Гросскройц, наказуемое лишением свободы на срок до 65 лет
5. преднамеренное создание угрозы безопасности неизвестного мужчины-жертвы первой степени, наказуемое лишением свободы на срок до 17 лет
6. владение опасным оружием лицом до 18 лет (единственное обвинение в «правонарушении», остальные — «тяжкие преступления»)[83][84][85].

Каждое обвинение в совершении уголовного преступления сопровождается модификатором «использование опасного оружия», который ссылается на закон штата Висконсин, каковой закон предписывает добавление не более пяти лет лишения свободы по каждому из обвинений в случае признания его виновным. По утверждению прокуратуры, оружие было «позже изъято правоохранительными органами и идентифицировано как винтовка Smith & Wesson AR-15 калибра .223». В интервью газете The Washington Post, данном из тюрьмы, Риттенхаус сказал, что использовал государственную денежную компенсацию, выплаченную по случаю эпидемии коронавируса, чтобы купить винтовку AR-15.
Интересы Риттенхауса представляли поверенный штата Техас Л. Лин Вуд и юридическая фирма Пирс Бейнбридж. В декабре 2020 года скандальный адвокат из Калифорнии Джон М. Пирс отказался от участия в деле.
29 августа 2020 года защита Риттенхауса опубликовала заявление, в котором утверждалось, что Риттенхаус действовал в порядке самообороны и был ошибочно арестован. 22 сентября группа защиты Риттенхауса опубликовала 11-минутное видео с комментариями о ночи, состоящее из быстрых переходов с разных ракурсов, доказывая, что до и после стрельбы по Розенбауму было произведено несколько выстрелов, и что Розенбаум, возможно, начал преследовать Риттенхауса, потому что принял его за человека, с которым у него был спор ранее.
30 октября 2020 года суд Иллинойса постановил удовлетворить запрос об экстрадиции, и в тот же день Риттенхаус был доставлен в Висконсин.

#### Внесение залога за Риттенхауса
Риттенхаус был освобождён из-под стражи 20 ноября после того, как его адвокаты внесли залог в размере 2 миллионов долларов. Его освобождение было встречено возражениями членов семьи и адвокатов трёх мужчин, в которых он стрелял, которые просили более высокого залога и выражали опасения, что Риттенхаус может сбежать, — чего, по заверениям его адвокатов, не произойдёт. 5 января 2021 года Риттенхаус не признал себя виновным.
Позже прокуроры по делу утверждали, что условия залога Риттенхауса должны быть изменены, чтобы включить запрет на общение с сторонниками превосходства белой расы. На видеозаписи с камер наблюдения, полученной на горе Плезант, штат Висконсин, было видно, как Риттенхаус пил пиво в баре, одетый в рубашку с надписью «Free as Fuck» и позировал для фотографий вместе с пятью мужчинами, которые пели песню «Proud of Your Boy» — членами ультраправой политической организации Proud Boys. Фотография Риттенхауса с двумя из них, изображающая знак «ОК» (жест рукой), часто используемый сторонниками превосходства белой расы, сопровождала это ходатайство прокуратуры. Условия его освобождения были изменены 22 января, ему было запрещено употреблять алкоголь, иметь доступ к огнестрельному оружию или общаться с людьми или группами, которые представляют угрозу для других по признаку расы или религии.
Ордер на арест Риттенхауса был запрошен 3 февраля после того, как отправленное по почте уведомление о запланированной явке в суд было возвращено как недоставленное. Прокуратура утверждает, что от него потребовали подать заявление об изменении адреса в течение 48 часов после переезда. Адвокат Риттенхауса сказал, что Риттенхаус останавливался по нераскрытому адресу из опасений за свою безопасность. Его команда предложила предоставить новый адрес прокурорам, если они смогут гарантировать его секретность от общественности, но окружной прокурор отказался на том основании, что информация является общедоступной. Окружной прокурор сказал поверенным Риттенхауса, что они могут подать ходатайство о том, чтобы судья опечатал публичный протокол, но они так и не подавали такое ходатайство. Прокуратура потребовала увеличения залога Риттенхауса на 200 000 долларов. Судья Брюс Шрёдер отклонил запросы прокуратуры на слушании 11 февраля, заявив, что люди, освобождённые под залог, часто не могут обновить свой адрес без ареста.

#### Досудебные постановления о Риттенхаусе
Суд над Риттенхаусом начался 1 ноября 2021 года в Кеноша под председательством судьи Брюса Шрёдера. На слушании 17 сентября судья Шрёдер отклонил просьбу прокуратуры принять в качестве доказательства пикник Риттенхауса с участниками Proud Boys и предыдущую драку, в которой он участвовал, утверждая, что инциденты были слишком непохожими, чтобы их можно было использовать в качестве доказательства мышления Риттенхауса во время стрельбы. 25 октября 2021 года Шрёдер определил, какие показания будут или не будут приемлемы как для защиты, так и для обвинения. Шрёдер постановил, чтобы люди, застреленные Риттенхаусом, не назывались жертвами, а могли быть описаны как поджигатели или мародёры, если защита сможет предоставить доказательства того, что они участвовали в таких действиях в ту ночь. По мнению юристов, термин «жертва» мог показаться предвзятым в суде, оказывая сильное влияние на присяжных.

#### Допрос Риттенхауса
Присяжные заслушали первые аргументы суда над Риттенхаусом 2 ноября. На следующий день им были показаны многочисленные видеозаписи событий. 4 ноября два свидетеля показали, что Розенбаум вёл себя агрессивно и кричал, прежде чем подошёл к Риттенхаусу и попытался отнять у него винтовку. Бывший морской пехотинец дал показания 5 ноября, что Розенбаум издевался над ним и другими вооружёнными людьми перед стрельбой, но он также сказал, что не считал Розенбаума угрозой.
Перед тем, как 8 ноября обвинение закончило представлять свои доказательства, Гросскройц показал, что он направил свой пистолет на Риттенхауса и двинулся к нему решительным образом. В ходе перекрёстного допроса Гросскройц признал, что Риттенхаус не стрелял в него, пока он не подошёл со своим пистолетом. Свидетель, который сказал, что разговаривал с Риттенхаусом после стрельбы, показал 9 ноября, что стрелок нервничал, был бледным и вспотевшим, неоднократно повторяя: «Я только что застрелил кого-то».
Риттенхаус дал показания 10 ноября, заявив, что Розенбаум дважды угрожал убить его и напал на него перед стрельбой. Рассказывая о тех событиях, Риттенхаус не выдержал, и судья назначил перерыв. После этого Риттенхаус сказал, что Розенбаум напал на него, положив руку на ствол оружия Риттенхауса. В перекрёстном допросе Риттенхаус признал, что применил смертоносную силу, чтобы остановить нападение на него, а также сказал, что не хотел никого убивать.
Перед тем как 11 ноября защита прекратила предоставление своих доказательств, ещё три свидетеля, в том числе сотрудник полиции Кеноша, дали показания о том, что Риттенхаус действовал в рамках самообороны. Однако обвинение усомнилось в том, что Риттенхаус чувствовал угрозу, держа в руках винтовку.

#### Вердикт
После 26 часов обсуждений, длившихся четыре дня, 19 ноября 2021 года присяжные вынесли вердикт. Риттенхаус был признан невиновным по всем пунктам обвинения.

### Другие судебные процессы
В ноябре 2020 года 19-летнему парню были предъявлены обвинения по двум пунктам обвинения в преднамеренной продаже винтовки Риттенхаусу, в то время несовершеннолетнему. Размер залога был установлен в $2,500.
В сентябре истцы, включая подругу Энтони Хубера, подали иск о возмещении ущерба от Риттенхауса, Facebook, крайне правой группы Boogaloo Bois, а также от ополчения Kenosha Guard и его «командира». В иске утверждалось, что Facebook допустила халатность, позволившую Kenosha Guard вызывать ополченцев на своей платформе, и утверждалось, что ответчики участвовали в сговоре с целью нарушения их гражданских прав. Иск был отозван истцами без комментариев и отклонён без права повторной подачи в последнюю неделю января 2021 года.
Раненный Гейдж Гросскройц и родители Энтони Хубера, убитого Риттенхаусом, 4 января 2021 года подали исковые заявления на сумму 10 миллионов долларов как на город, так и на округ, ссылаясь на халатность из-за бездействия в защите их прав. 17 августа 2021 года родители Хубера подали иск против полицейского управления Кеноша и департамента шерифа округа Кеноша, утверждая, что правоохранительные органы разрешили Риттенхаусу причинять вред людям, мирно протестующим против расстрела полицией Джейкоба Блейка.

## Освещение

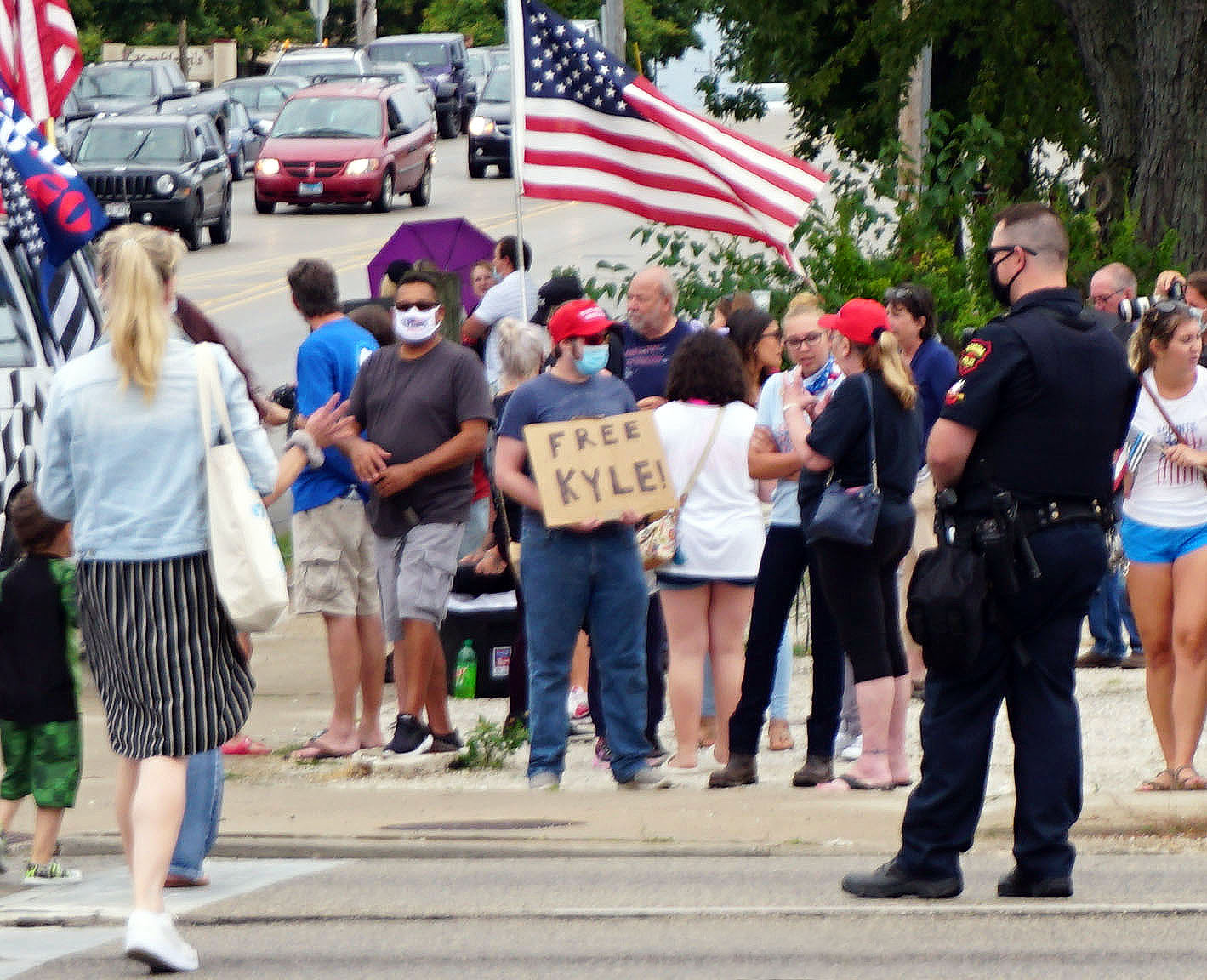
Мужчина держит табличку «Свободу Кайлу» возле средней школы Брэдфорда во время визита президента Дональда Трампа 1 сентября 2020 г.

Общественное мнение относительно стрельбы было поляризованным. Одни осуждали Риттенхауса и для его описания использовали такие термины, как «вигилант» и «террорист», а другие называли его «добровольцем» и «защитником порядка».
Facebook назвал инцидент «массовым убийством»; выражения поддержки массовых убийств запрещены на Facebook, хотя поддержка Риттенхауса в целом не удалялась.

### Поддержка Риттенхауса
Несколько комментаторов защищали его действия. Ведущий Fox News Такер Карлсон обвинил власти в том, что они не прекратили мародёрство и поджоги, и добавил: «Насколько мы шокированы тем, что 17-летние с винтовками решили, что они должны поддерживать порядок, в то время как никто другой этого не сделал?» Его комментарии были встречены негативной реакцией в социальных сетях. Консервативный эксперт Энн Коултер и бывший бейсболист Обри Хафф также положительно отозвались о Риттенхаусе.
Президенту Трампу «понравился» твит, в котором говорилось: «Кайл Риттенхаус — хороший пример того, почему я решил проголосовать за Трампа». В публичных комментариях Трамп продемонстрировал некоторую поддержку идеи о том, что Риттенхаус действовал в порядке самообороны. В ноябре 2020 года, вскоре после того, как Риттенхаус был освобождён под залог, представитель штата Флорида Энтони Сабатини написал в Твиттере «Кайл Риттенхаус ДЛЯ КОНГРЕССА». Сабатини подвергся широкой критике со стороны политических оппонентов за твит, некоторые из которых призывали его уйти в отставку.
По состоянию на 29 сентября 2020 года христианский краудфандинговый сайт GiveSendGo собрал более полумиллиона долларов на оплату судебных издержек Риттенхауса. К 17 декабря 2020 года это финансирование составило около 586000 долларов.

### Критика полиции
Многие комментаторы критиковали тот факт, что Риттенхауса не сразу арестовали, несмотря на то, что свидетели кричали, что стрелял он. Американский союз гражданских свобод (ACLU) призвал к отставке начальника полиции Кеноши Дэниела Мискиниса и шерифа Кеноши Дэвида Бета. В заявлении ACLU утверждалось, что подчинённые Бет полицейские братались с «контрпротестующими сторонниками превосходства белой расы» в течение дня стрельбы и не арестовали стрелка. Мискинис подвергся критике за то, что он обвинил жертв, когда он сказал, что насилие было результатом нарушения комендантского часа. Мэр Кеноши заявил, что не будет просить шерифа или начальника полиции уйти в отставку.

### Реакция властей США
NBC News сообщил, что Министерство внутренней безопасности США дало указание сотрудникам федеральных правоохранительных органов сделать определённые заявления в отношении Риттенхауса, например, отметить, что он «взял свою винтовку на место беспорядков, чтобы помочь защитить владельцев малого бизнеса» и что «[Риттенхаус] невиновен, пока его вина не будет доказана, и он заслуживает справедливого судебного разбирательства, основанного на всех фактах, а не только на тех, которые подтверждают определённую точку зрения».
После оправдания Риттенхауса новый президент США Джо Байден заявил: «Хотя вердикт в Кеноше рассердит и обеспокоит многих американцев, включая меня самого, мы должны признать, что присяжные сказали свое слово».

## Дальнейшее чтение
- Williams, Paige. Kyle Rittenhouse, American Vigilante. The New Yorker (28 июня 2021).
- Бок Кларк, Дуг и Костелло, Жаклин (апрель 2021 г.). «Поле битвы в Америке: 72 часа в Кеноша» . GQ .